# Робертсон, Гэвин
Гэвин Рон Робертсон (англ. Gavin Ron Robertson; род. 28 мая 1966, Сент-Леонардс, Новый Южный Уэльс) — австралийский крикетист, серебряный призёр Игр Содружества (1998) в составе национальной сборной.

## Биография

### Ранние годы
Родился 28 мая 1966 года в районе Сент-Леонардс, пригород Сиднея, штат Новый Южный Уэльс, Австралия.

### Игровая карьера
На профессиональном уровне дебютировал в крикете в сезоне 1987/88, присоединившись к команде «Новый Южный Уэльс», в составе которой выступал на протяжении первых двух сезонов своей игровой карьеры. Позднее он присоединился к команде «Тасмания», а в 1991 году вернулся в «Новый Южный Уэльс», с которым в сезоне 1992/93 выиграл чемпионат Австралии.
Свой первый международный тестовый матч в составе сборной Австралии Робертсон провёл 6 марта 1998 года против команды Индии. В том же году вместе с национальной командой он стал серебряным призёром Игр Содружества 1998 года. Его последний международный матч состоялся 22 октября 1998 года против сборной Пакистана.
В 2000 году Робертсон объявил об уходе из профессионального крикета.

## Личная жизнь
После завершения спортивной карьеры Робертсон присоединился к музыкальной группе «Six & Out», в которой состоит вместе с четырьмя бывшими товарищами по команде. В мае 2019 года у него диагностировали опухоль головного мозга, в связи с чем он перенёс операции и курс химиотерапии. В январе 2024 года он впервые за долгое время смог выступить вместе с группой на концерте, который состоялся в Мельбурне.